# Kalanchoe tomentosa
Espèce
Classification phylogénétique
Kalanchoe tomentosa est une plante succulente de la famille des Crassulaceae. Elle est originaire du centre de Madagascar où elle pousse sur des terrains granitiques de la région d'Ambositra,. Le terme latin tomentum signifiant « feutre », tomentosa réfère au caractère tomenteux, feutré des feuilles de ce Kalanchoe qui a aussi pour nom vernaculaire, les formes 'kalanchoé feutré' et 'plante panda'.
Très prisé pour ses feuilles décoratives ainsi que pour ses fleurs tubulaires en clochette , Kalanchoe tomentosa a un
port érigé et buissonnant avec une taille maximale d'un mètre pour certaines variétés. Ses feuilles de 2 à 10 cm de long et poussant en rosette, sont oblongues, épaisses, de couleur gris-bleu-vert avec un bord légèrement tacheté de brun pourpre et recouvertes d’un feutrage blanc. Elles peuvent être également crénelées en pointe. Les tiges sont aussi de couleur gris-vert et couvertes de duvet blanc. Les fleurs tubulaires en clochette évasée de 1,5 cm de long, sont de couleur jaune vert bordé de pourpre à violet et sont regroupées en panicule,. Il existe de nombreux cultivars de Kalanchoe tomentosa.

## Galerie

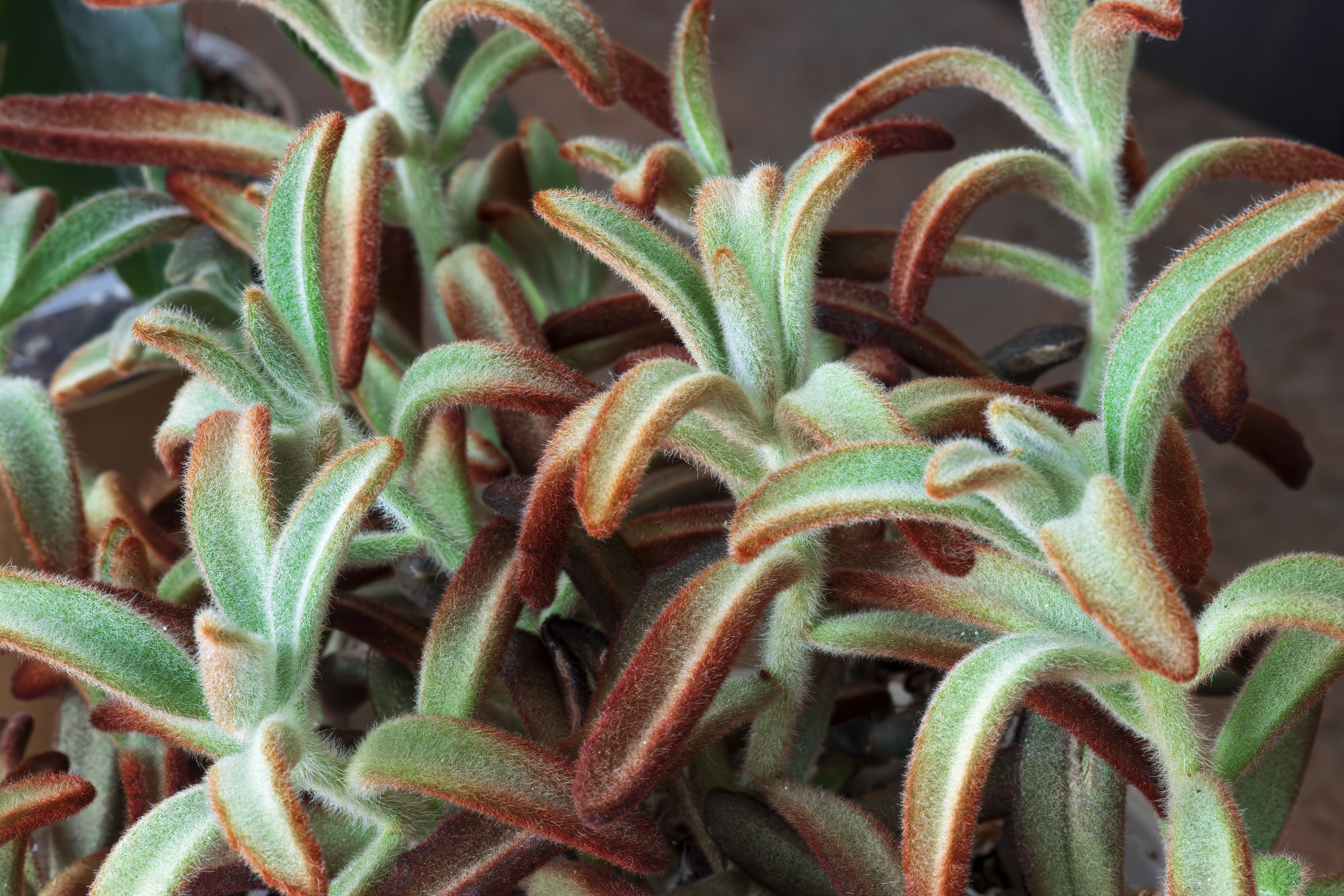
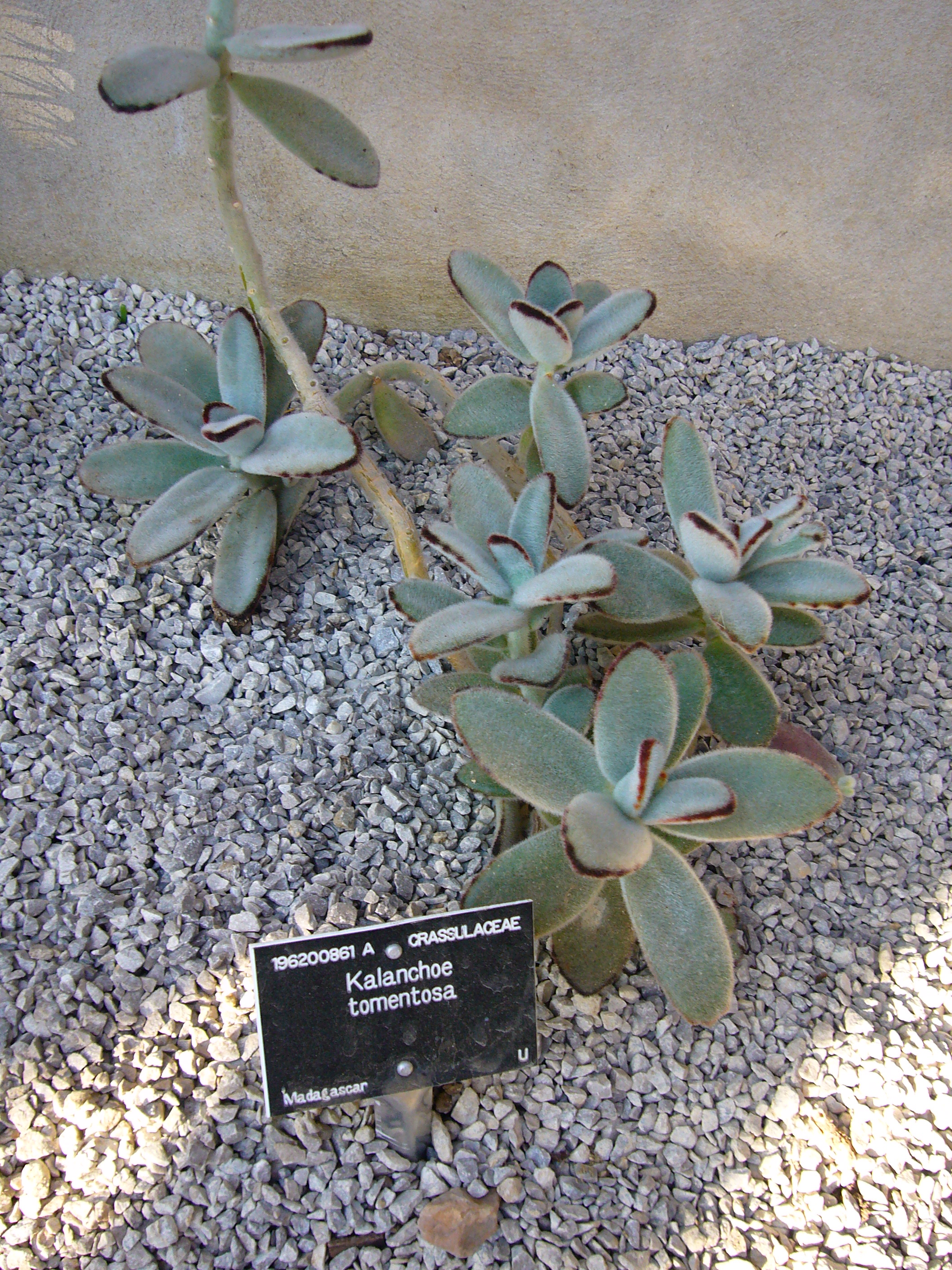
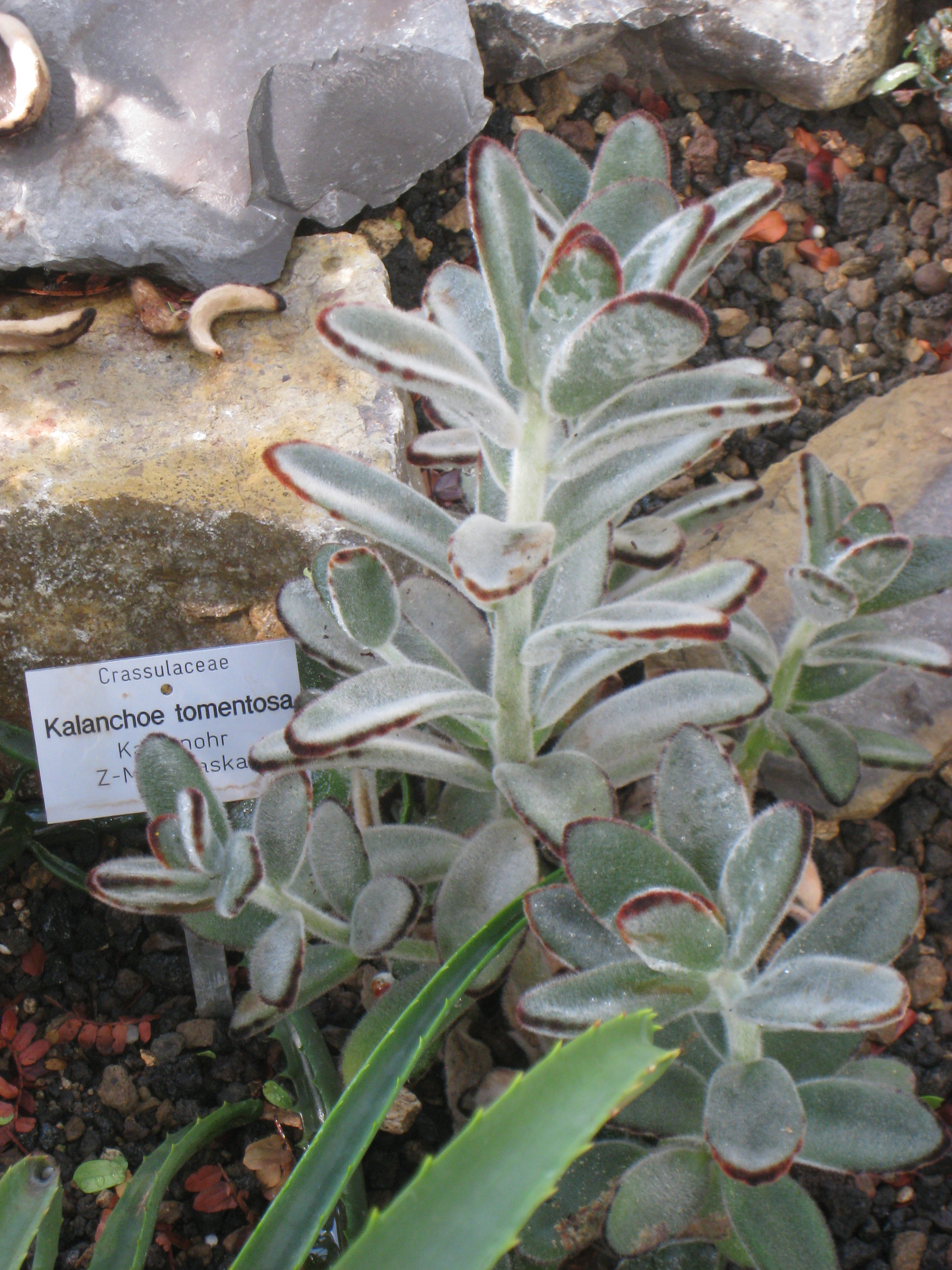
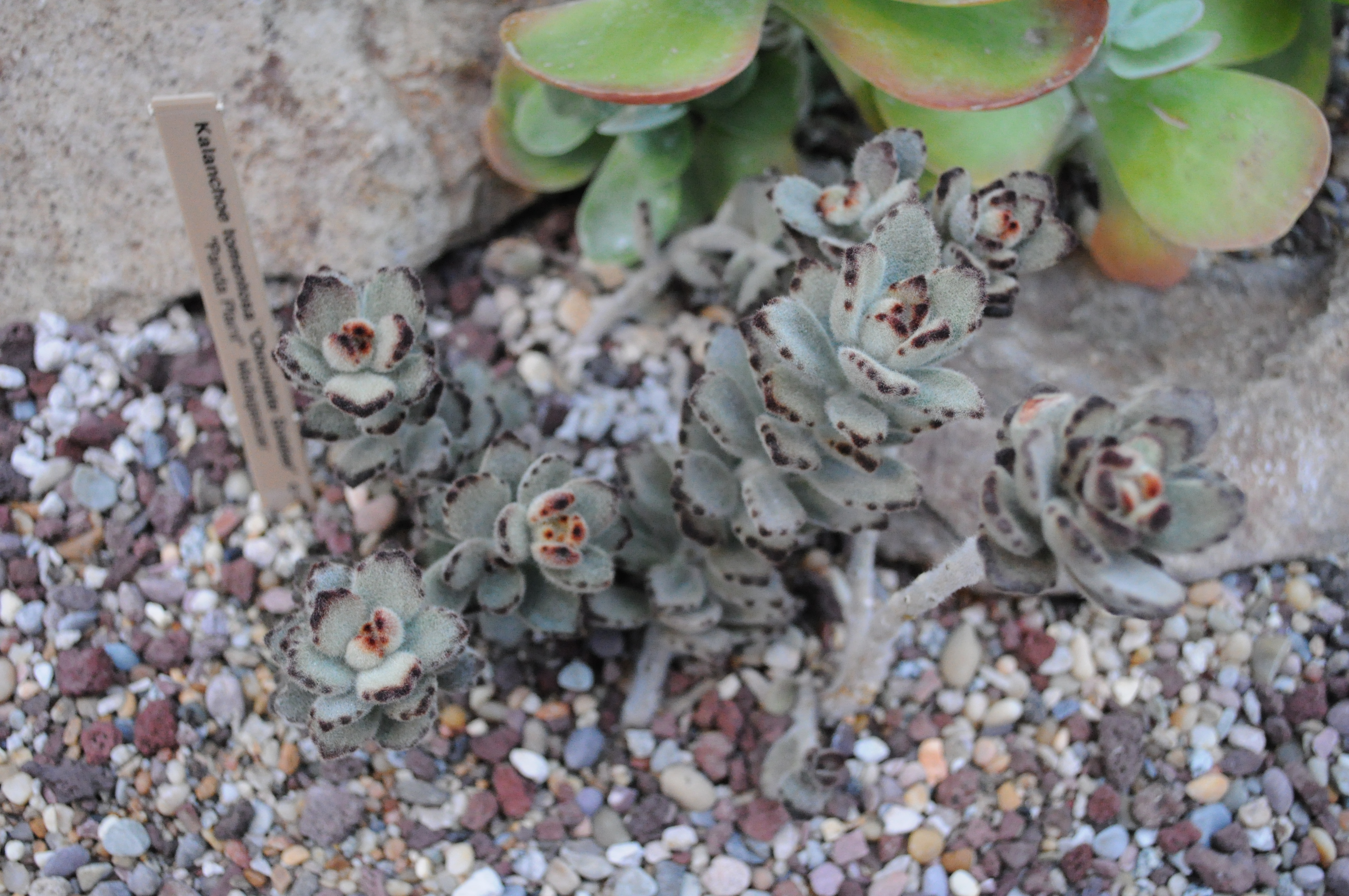
variété 'Chocolate Soldier'
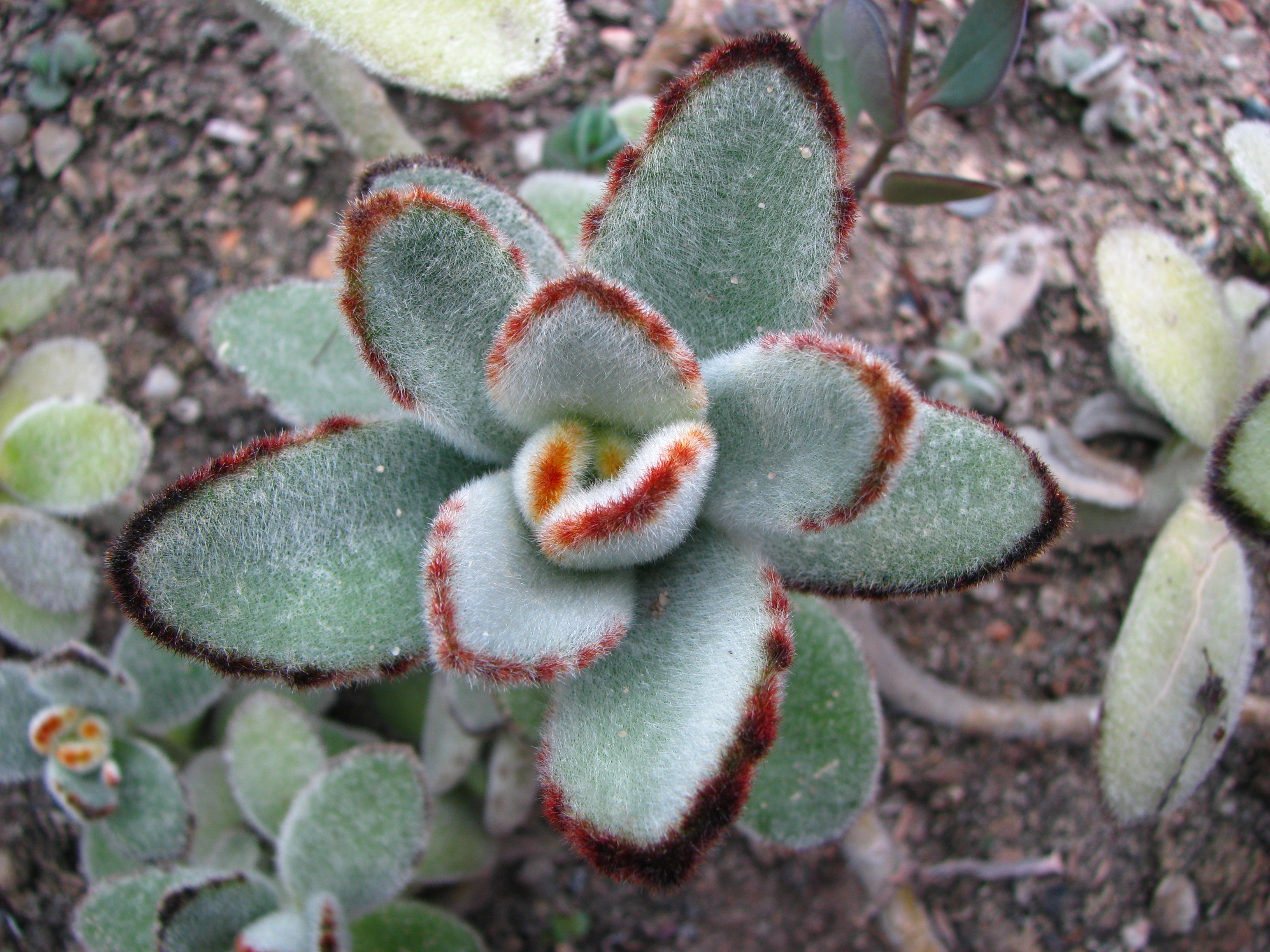
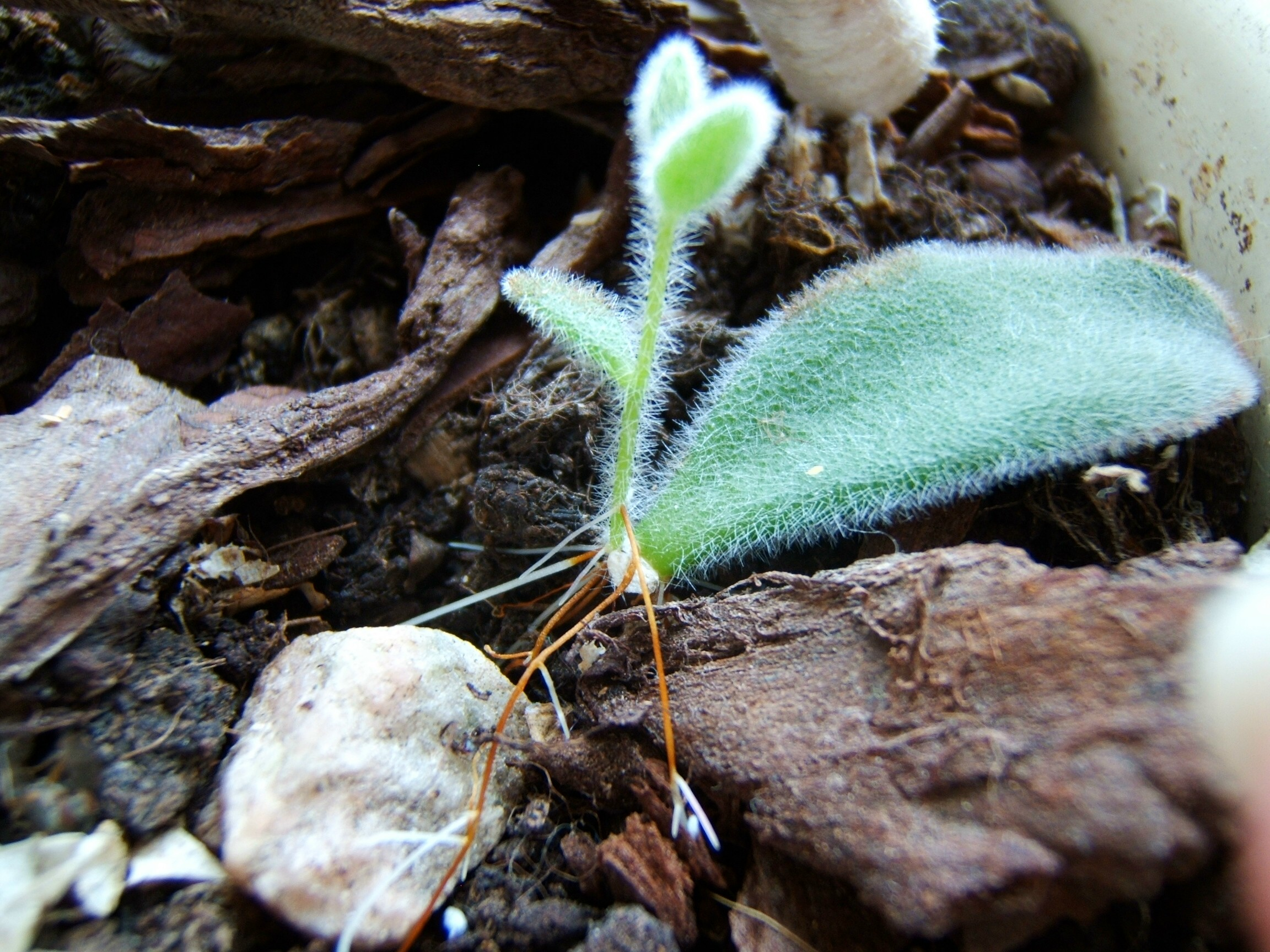
plantule